# Pomnik Agnieszki Osieckiej w Opolu
Pomnik Agnieszki Osieckiej w Opolu – rzeźba plenerowa poświęcona pamięci Agnieszki Osieckiej, pierwszy dedykowany jej obiekt tego typu w Polsce.
Figura powstała z inicjatywy rektora Uniwersytetu Opolskiego prof. Stanisława S. Niciei. Autorem rzeźby jest Marian Molenda, rzeźbiarz z Wydziału Sztuki Uniwersytetu Opolskiego. Statua odsłonięta została 28 maja 2002 roku w opolskim amfiteatrze podczas inauguracji Festiwalu Polskiej Piosenki Opole. Planowano wówczas, aby stała tam zawsze w czasie tej imprezy, zaś przez pozostałą część roku – przed Collegium Maius, na terenie Uniwersytetu Opolskiego. Pomysł zarzucono i figurę przeniesiono na stałe na Wzgórze Uniwersyteckie.
Rzeźba przedstawia Agnieszkę Osiecką siedzącą na krześle, z kartkami papieru na kolanach i długopisem w prawej ręce. Lewą ręką podpiera brodę, w sposób dla niej charakterystyczny. Naprzeciwko stało puste krzesło, zapraszające do spędzenia chwili przy poetce (w 2017 roku w miejscu tym posadowiono statuę Wojciecha Młynarskiego). Obiekt ten wchodzi w skład większego i stale rozbudowywanego zespołu rzeźb (częściowo ławeczek pomnikowych), będących głównie dziełami Mariana Molendy, a upamiętniających również: Jerzego Grotowskiego, Czesława Niemena oraz Jerzego Wasowskiego i Jeremiego Przyborę, Jonasza Koftę oraz Marka Grechutę (jedyna figura na Wzgórzu autorstwa Witolda Pichurskiego). Oprócz wymienionych wyżej w skład rzeźbiarskiego zespołu wchodzi również, ustawiony nieco bliżej cmentarza przy pobliskim kościele "na Górce", posąg Edmunda Osmańczyka. W opiniach lokalnych artystów i krytyków sztuki, figura Agnieszki Osieckiej jest jedną z najlepszych realizacji rzeźbiarskich w pejzażu miasta.